# Partido Nacionalsocialista Obrero (Suecia)

Bandera del Partido Nacionalsocialista Obrero.

El Nationalsocialistiska Arbetarepartiet (en español; Partido Nacionalsocialista Obrero, NSAP) fue un partido político sueco que inicialmente adoptó el nacionalsocialismo antes de adoptar una forma más indígena de fascismo.

## Historia
El partido fue formado en 1933 por Sven Olov Lindholm después de que dejara el Partido Nacionalsocialista Sueco tras una serie de enfrentamientos sobre política y personalidad. Inicialmente, el NSAP actuó como un simple espejo del Partido Nacional Socialista de los Trabajadores Alemanes, con el periódico del partido Den Svenske Nationalsocialisten repitiendo lo que se decía en el Tercer Reich y el grupo Nordisk Ungdom (Juventud Nórdica) sirviendo como una réplica de las Juventudes Hitlerianas (aunque en menor escala). La esvástica también se usó inicialmente como el emblema del partido. 
Sin embargo, el NSAP difirió de su modelo alemán desde el principio, ya que puso un fuerte énfasis en la naturaleza anticapitalista de su retórica. El énfasis del partido en el socialismo de su nacionalsocialismo llevó a muchos a etiquetarlo como strasserista, aunque evitó las críticas directas de Adolf Hitler de que a mediados de la década de 1930 estaba formando la mayor parte de los escritos de Otto Strasser. 
El partido continuó alejándose del modelo de Hitler y abandonó en gran medida sus lazos con Alemania en favor de un modelo más identitario sueco. En 1938, dejó de usar la esvástica y lo reemplazó con el símbolo de la rueda dentada y el martillo. A finales de año, el partido se "izquierdizó", cambiando su nombre a Svensk Socialistisk Samling (Unidad Socialista Sueca) y eliminando en gran medida todas las referencias a los nacionalsocialistas. No obstante, el partido disminuyó drásticamente durante la Segunda Guerra Mundial y se disolvió formalmente en 1950, 5 años después de la guerra.
En 1943, el congreso nacional del partido en Upsala provocó los disturbios de Pascua. 
El partido fue uno de los primeros en afirmar que no ocurrió el Holocausto, en mayo de 1945 en Den Svenske Folksocialisten.

## Resultados electorales
| Año de elecciones | # de votos generales | % del voto general | # de asientos totales ganados | +/- | Notas |
| ----------------- | -------------------- | ------------------ | ----------------------------- | --- | ----- |
| 1936              | 17.483               | 0.6 (# 8)          | 0/349                         |     |       |
| 1944              | 4.204                | 0.1 (#7)           | 0/349                         |     |       |